# Tobermory
Tobermory es una localidad situada en el concejo de Argyll y Bute, en Escocia (Reino Unido), con una población estimada a mediados de 2016 de 1010 habitantes.
Se encuentra ubicada en la isla de Mull, al oeste de Escocia, cerca de la costa del mar de las Hébridas (océano Atlántico) y de la ciudad de Lochgilphead —la capital del concejo— y al norte de Glasgow.